# Sjælør (stacja kolejowa)
Sjælør (duń. Sjælør Station) – stacja kolejowa w Kopenhadze, w Regionie Stołecznym, w Danii. Znajduje się w dzielnicy Valby, na linii Køge Bugt-banen i jest częścią systemu szybkiej kolei S-tog, na której zatrzymują się pociągi linii A i E.

## Linie kolejowe
- Køge Bugt-banen

## Galeria

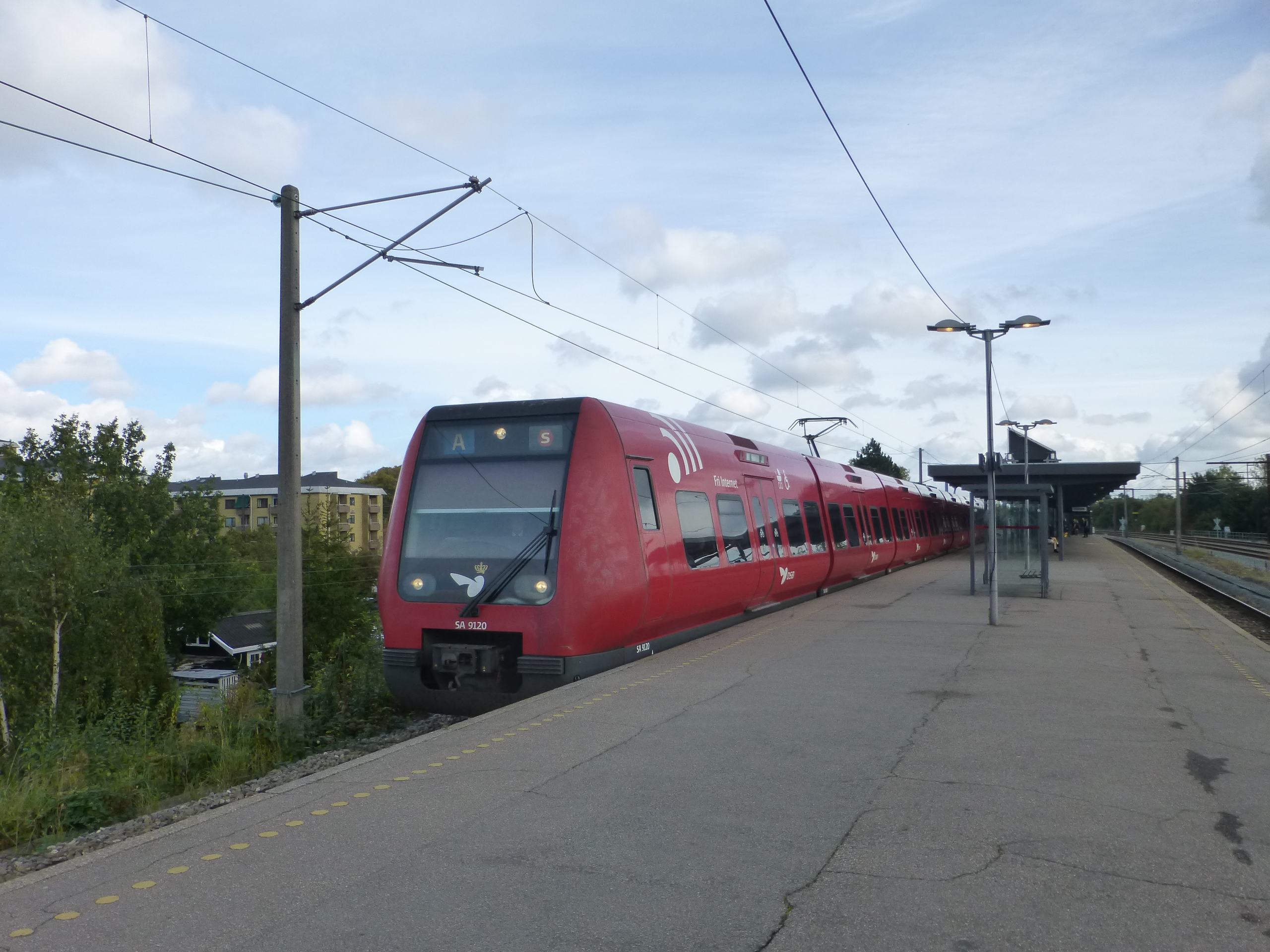
Linia A do Køge.
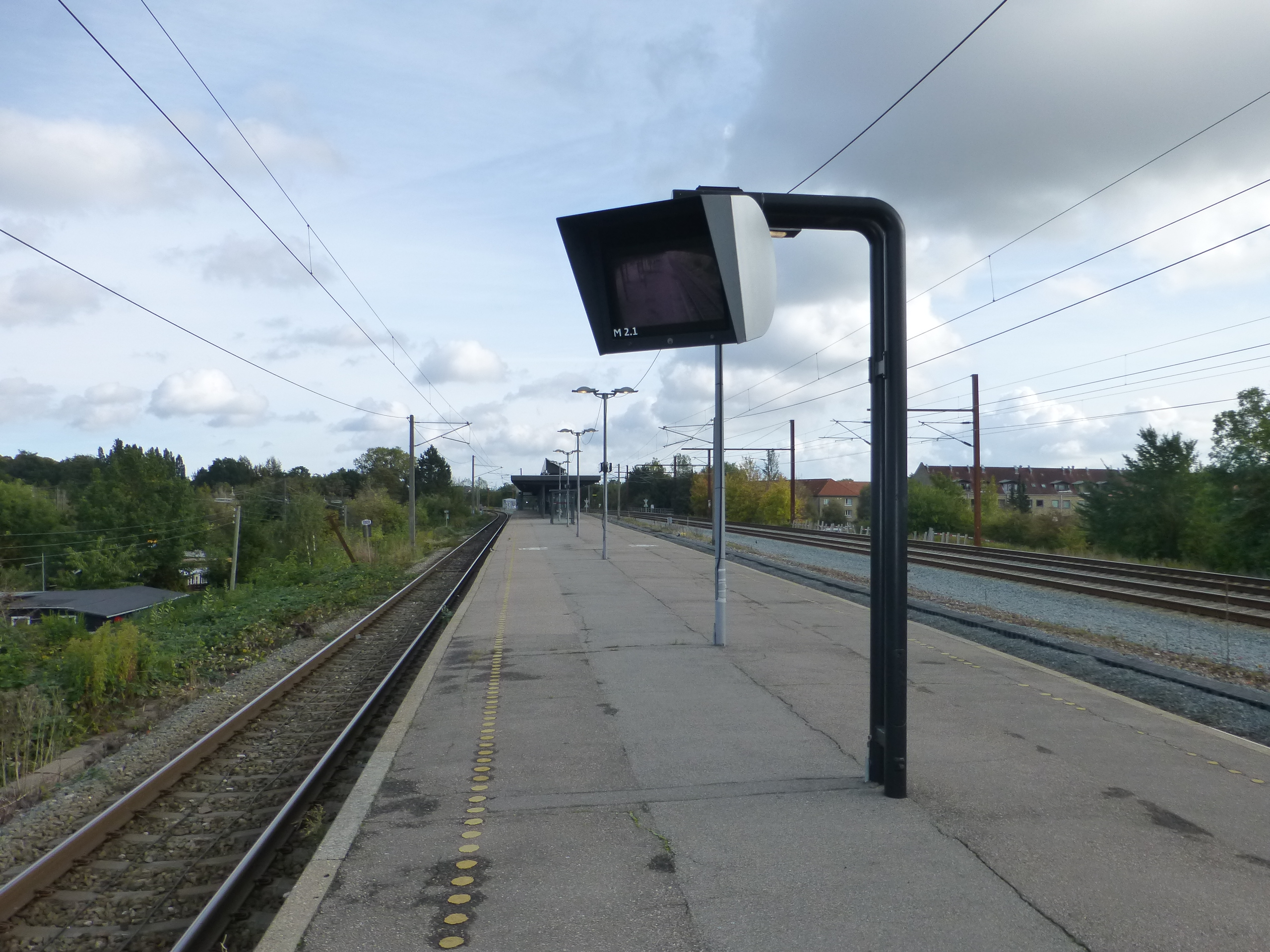
Ekran dla maszynisty lokomotywy do monitorowania wjazdu i wyjazdu.
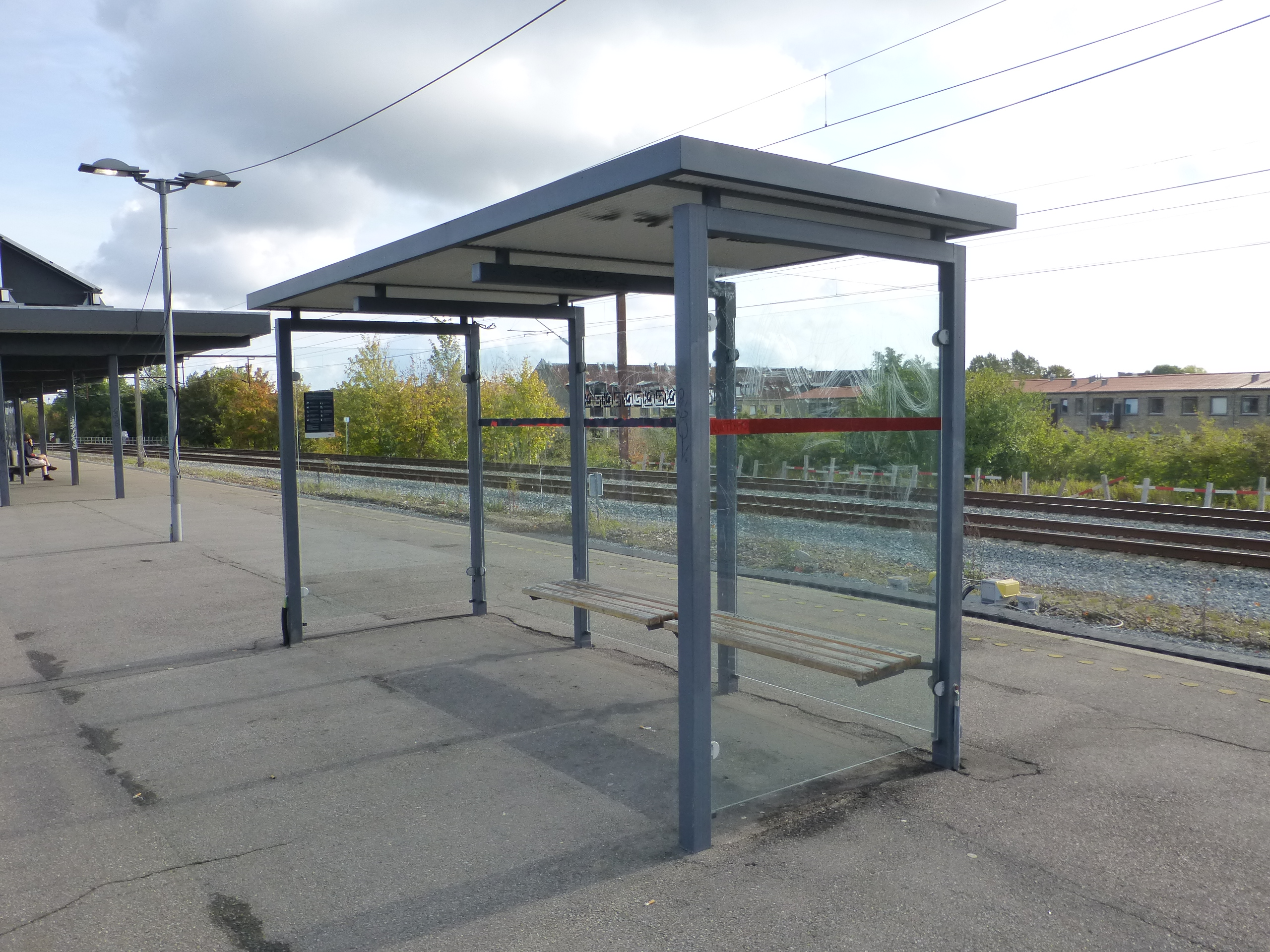
Wiata peronowa
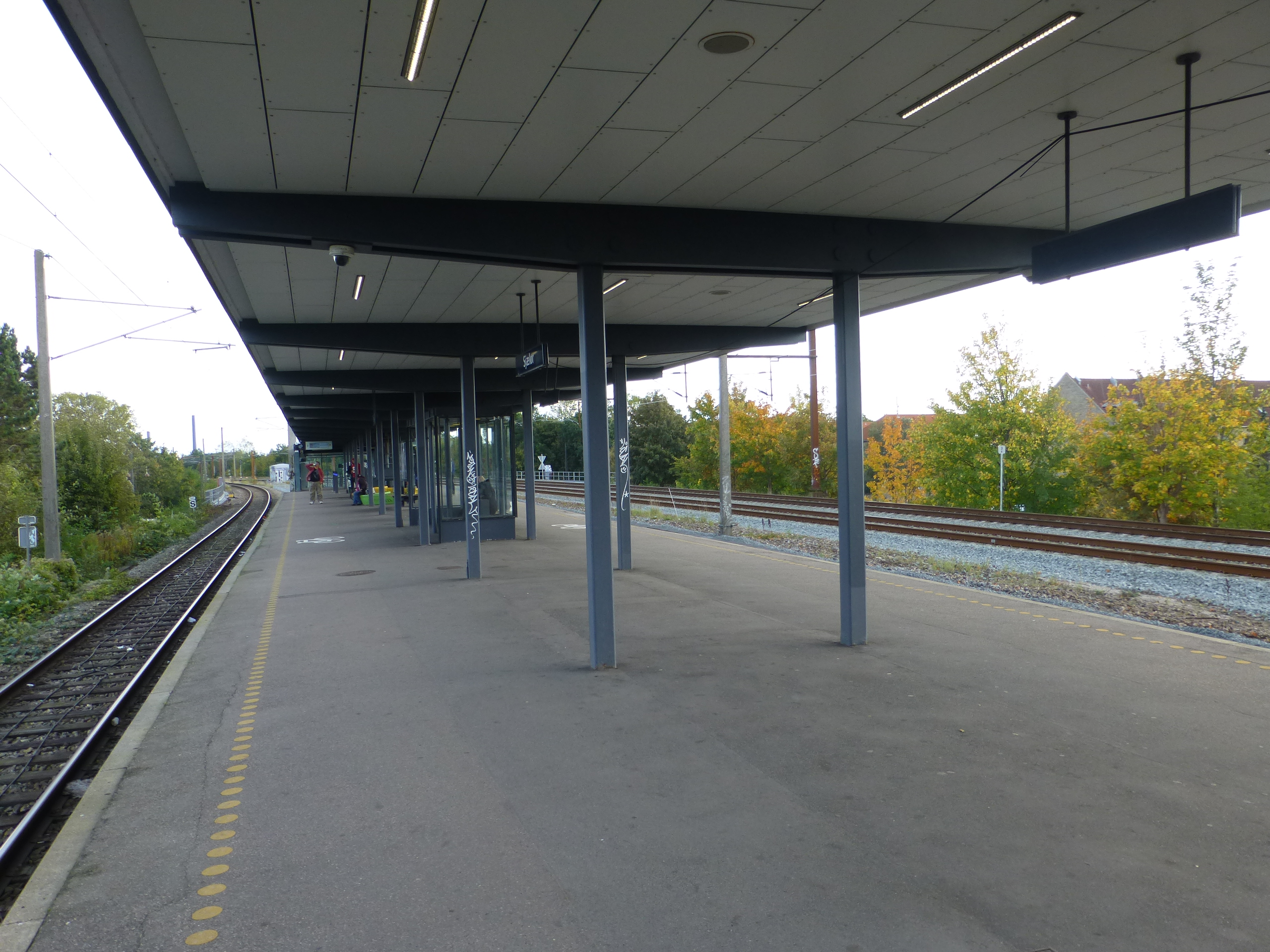
Wschodnia część peronu jest zadaszona.
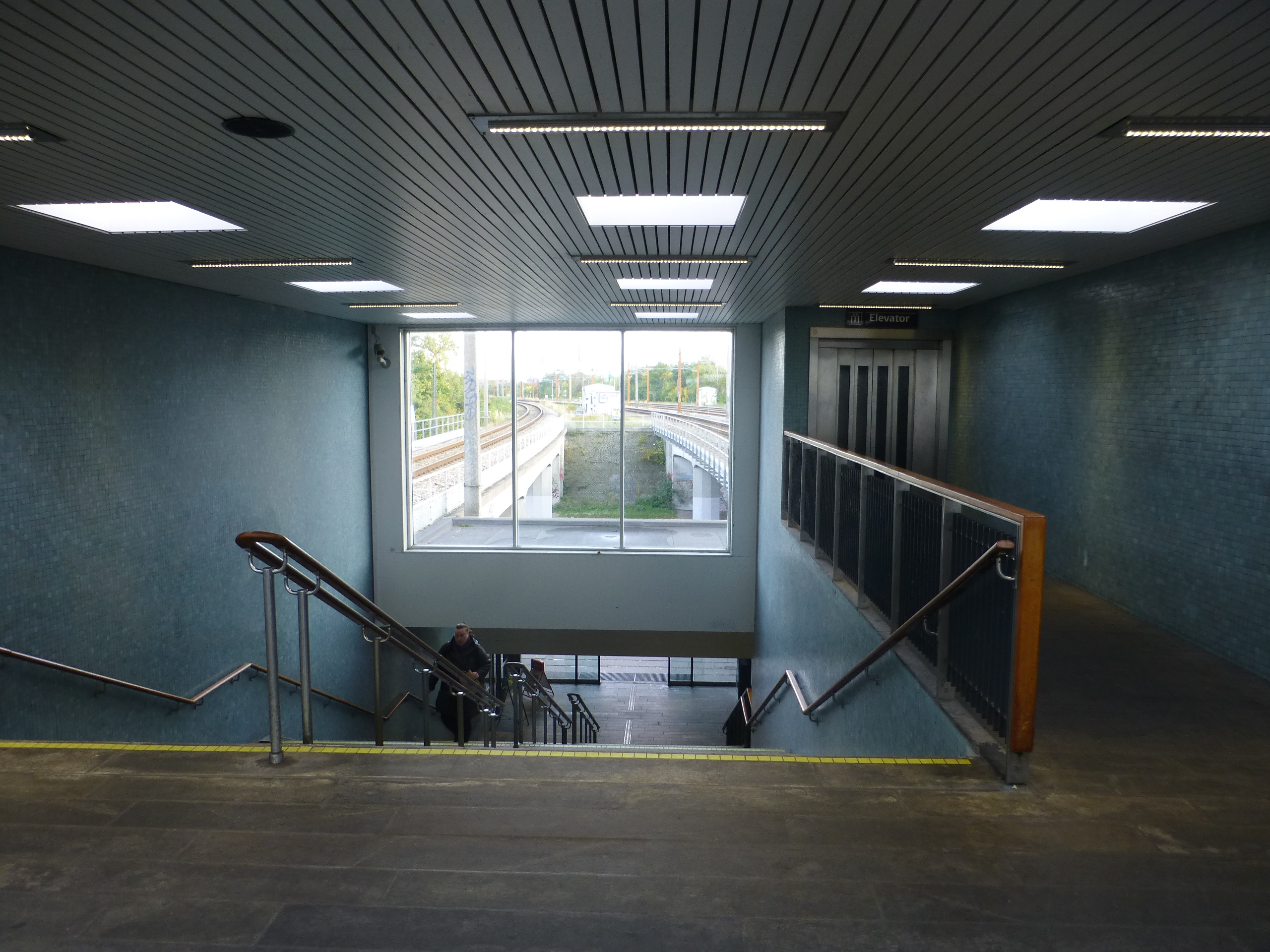
Wnętrze.
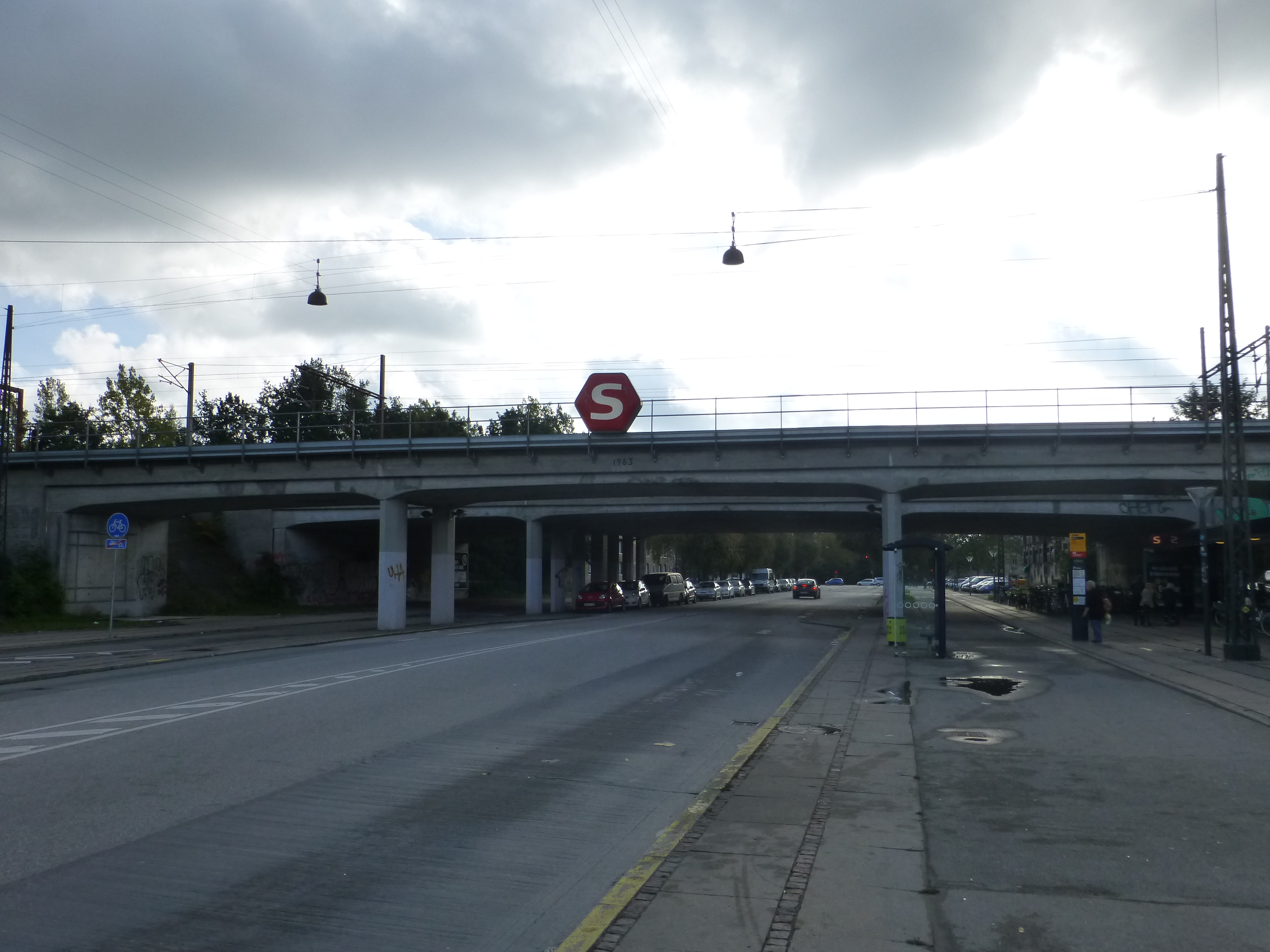
Wiadukt nad bulwarem Sjælør.

## Liczba podróżnych
Według Wschodniego Spisu Powszechnego, rozwój liczby odjazdów dziennie koleją S kształtował się następująco:
| Rok  | Ilość | Rok  | Ilość | Rok  | Ilość | Rok  | Ilość |
| ---- | ----- | ---- | ----- | ---- | ----- | ---- | ----- |
| 1957 | -     | 1974 | 1.584 | 1991 | 3.827 | 2001 | 4.435 |
| 1960 | -     | 1975 | 1.442 | 1992 | 3.585 | 2002 | 3.894 |
| 1962 | -     | 1977 | 1.648 | 1993 | 3.442 | 2003 | 4.086 |
| 1964 | -     | 1979 | 2.261 | 1995 | 3.749 | 2004 | 4.214 |
| 1966 | -     | 1981 | 2.545 | 1996 | 3.802 | 2005 | 4.194 |
| 1968 | -     | 1984 | 3.273 | 1997 | 3.991 | 2006 | 3.979 |
| 1970 | -     | 1987 | 3.402 | 1998 | 4.035 | 2007 | 3.205 |
| 1972 | 1.327 | 1990 | 3.557 | 2000 | 4.448 | 2008 | 3.574 |